# Hugo Armando
Hugo Armando (Miami, 27 maggio 1978) è un ex tennista statunitense.

## Carriera
In carriera ha vinto un titolo di doppio, il Delray Beach International Tennis Championships nel 2007, in coppia con il belga Xavier Malisse.

## Statistiche

### Doppio

#### Vittorie (1)
| Numero | Anno | Torneo                                                        | Superficie | Compagno       | Avversari in finale         | Punteggio        |
| 1.     | 2007 | Delray Beach International Tennis Championships, Delray Beach | Cemento    | Xavier Malisse | James Auckland Stephen Huss | 6-3, 6-7, [10-5] |